# Herbert Günther (Erziehungswissenschaftler)
Herbert Günther (* 1948) ist ein deutscher Grundschulpädagoge und Sonderpädagoge. Seine Forschungsschwerpunkte lagen unter anderem auf den Gebieten auditiver Wahrnehmung im Zusammenhang mit Störungen der Sprachentwicklung und der Inklusion von Kindern und Jugendlichen mit Behinderungen in die Regelschule. Von 1991 bis 2008  lehrte er an der Universität Koblenz-Landau. 2003 wurde er zum apl. Professor berufen. Seit 2008 war er Lehrbeauftragter an den Universitäten Koblenz-Landau und Köln.

## Leben und Wirken
Vor Studienbeginn leistete Herbert Günther von 1969 bis 1971 einen Wehrdienst bei der Bundeswehr ab, die er als Leutnant verließ.

### Wissenschaftliche Ausbildung
Herbert Günther absolvierte von 1971 bis 1974 ein Studium für das Lehramt an Grund- und Hauptschulen an der Pädagogischen Hochschule des Saarlandes in Saarbrücken mit den Fächern Didaktik der Primarstufe, Geschichte und Politikwissenschaft sowie von 1975 bis 1977 ein Sonderpädagogikstudium an der Erziehungswissenschaftlichen Hochschule in Mainz mit den Fachrichtungen Sprachbehindertenpädagogik und Lernbehindertenpädagogik.
Ab 1981 studierte er an der Universität des Saarlandes in Saarbrücken die Fächer Erziehungswissenschaft, Sprachwissenschaft, Psychologie und Politikwissenschaft. 1984 wurde ihm der akademische Grad Magister artium (M.A.) verliehen.
Von 1985 bis 1988 absolvierte Herbert Günther an den Universitäten Frankfurt am Main und Würzburg einen Promotionsstudiengang mit den Fächern Erziehungswissenschaft, Sprachwissenschaft und Neuropsychologie. 1988 wurde er an der Goethe-Universität Frankfurt am Main mit der empirischen Untersuchung Dysfunktionen auditiver Wahrnehmung und Störungen der Sprachentwicklung zum Dr. phil. promoviert.
1994 habilitierte sich Günther mit einer empirischen Arbeit zum Thema Integration sprachbehinderter Schüler in die Regelschule an der Universität Köln, und es wurde ihm die Lehrbefugnis venia legendi (Priv.-Doz. – Dr. phil. habil.) verliehen.

### Berufliche Aktivitäten
1974 wurde Herbert Günther in den Saarländischen Schuldienst als Grund- und Hauptschullehrer eingestellt.
Nach Abschluss des Sonderpädagogikstudiums wurde er 1978 zum Sonderschullehrer ernannt und war auch als Sprachtherapeut und Mitarbeiter der Beratungsstelle für Sprachheilbehandlung in Saarbrücken tätig.
1990 wurde Günther zum Fachleiter für Integration am Staatlichen Studienseminar für Grund- und Hauptschullehrer in Saarbrücken ernannt.
Nach seiner hauptamtlichen Tätigkeit als Hochschuldozent an der Universität Koblenz-Landau, Abteilung Landau, in der Zeit von 1991 bis 2008 (2001 wurde er zum Akademischen Direktor ernannt) erhielt er die Planstelle als Leitender Ministerialrat und Abteilungsleiter für allgemeinbildende Schulen im Bildungsministerium des Saarlandes. 2009 wechselte er in gleicher Funktion in das „Ministerium für Arbeit, Familie, Prävention, Soziales und Sport“ und 2012 in das „Ministerium für Soziales, Gesundheit, Frauen und Familie“.

### Forschungsschwerpunkte (Auswahl)
Von 1985 bis 1988 führte Herbert Günther in mehreren Bundesländern eine empirische Studie bei vierjährigen Kindern durch, die den Zusammenhang zwischen dysfunktionaler auditiver Wahrnehmung und Störungen in der Sprachentwicklung aufzeigen sollte.
Einen weiteren Forschungsschwerpunkt (von 1988 bis 1994) bildete eine empirische Arbeit zur Integration von Schülern mit Sprachbehinderung in die Regelschule (Inklusion).
Von 1999 bis 2006 beschäftigte sich Günther vor allem mit den Wechselwirkungen von Sprache (Sprachstörungen) und Lese-Rechtschreib-Schwierigkeiten (LRS).
Von 2005 bis 2008 folgte die Studie „AUDIVA: Hören und Bewegen – Durchführung und Evaluation des Hörtrainings“. Durch regelmäßiges Hören klassischer Musik sollten Schülerinnen und Schüler leistungsfähiger für den Erwerb der Schriftsprache werden. Interventionsschwerpunkte waren das Hochton-Training und das Lateral-Training, das zur verstärkten Anregung der Hörbahnen und damit zu einer Steigerung der Leistungsfähigkeit des Gehirns führen sollte.

### Lehrtätigkeit an Hochschulen
Herbert Günther war von 1991 bis 2008 an der Universität Koblenz-Landau (Abteilung Landau) als hauptamtlicher Hochschuldozent im Bereich der universitären Lehrerausbildung der Grund-, Haupt- und Sonderschullehrer sowie der Diplom-Pädagogen, Diplom-Psychologen und Doktoranden tätig.
Neben seiner Lehrtätigkeit war er auch bei der Abnahme der mündlichen Prüfungen (Kolloquien) der Lehramtsstudierenden, Doktoranden und Studierenden des Masterstudienganges beteiligt.
1997 übernahm Günther eine Vertretungsprofessur (C 4) im Bereich der Grundschulbildung an der Universität Würzburg und 1998 eine Vertretungsprofessur im gleichen Bereich an der Universität Leipzig.
Seit 2008 war er Lehrbeauftragter im Bereich Erziehungswissenschaften (Lehrerausbildung) an der Universität Koblenz-Landau und an der Universität Köln.

## Schriften (Auswahl)

### Monografien (Auswahl)
- Sprachauffällige Kinder in der Grundschule: Praktische Hinweise für Lehrer zur Diagnose und Förderung. 1. Auflage. Klett-Grundschulverl., Leipzig; Stuttgart; Düsseldorf 1995, ISBN 978-3-12-196205-1.
- Wahrnehmungsauffällige Kinder in der Grundschule: Praktische Hinweise für Lehrer zur Diagnose und Förderung. 1. Auflage. Klett-Grundschulverl., Leipzig; Stuttgart; Düsseldorf 1998, ISBN 978-3-12-196206-8.
- Leserechtschreibschwache Kinder in der Grundschule: Praktische Hinweise für den Lehrer zur Diagnose und Förderung. 1. Auflage. Klett-Grundschulverl., Leipzig; Stuttgart; Düsseldorf 1998, ISBN 978-3-12-196210-5.
- Sprachförderung: Die Fitness-Probe; Bausteine für einen erfolgreichen Schulanfang. 1. Auflage. Beltz, Weinheim; Basel; Berlin 2002, ISBN 978-3-407-62511-3.
- Schriftspracherwerb und LRS: Methoden, Förderdiagnostik und praktische Hilfen. 1. Auflage. Beltz, Weinheim; Basel 2007, ISBN 978-3-407-25464-1.
- Sprache hören, Sprache verstehen: Sprachentwicklung und auditive Wahrnehmung. 1. Auflage. Beltz, Weinheim; Basel 2008, ISBN 978-3-407-25463-4.
- Individuelle Sprachförderung: Orientierungsrahmen  für Ausbildung, Studium und Praxis. 1. Auflage. Kohlhammer, Stuttgart 2010, ISBN 978-3-17-021142-1.
- Sprache als Schlüssel zur Integration: Sprachförderung aus pädagogischer Sicht. 1. Auflage. Beltz, Weinheim 2011, ISBN 978-3-407-29207-0.

### Werke/als Mitautor (Auswahl)
- mit Britta Jung: Frühe Fremdsprachen im Kindergarten. 1. Auflage. Klett, Stuttgart; Düsseldorf; Leipzig 2005, ISBN 978-3-12-010123-9.
- mit Werner Trömer: Lexikon sprachlicher Bildung. Cornelsen, Berlin 2013, ISBN 978-3-589-24782-0.
- mit Susanne Fritsch: Sprache und Schrift in der Kita. Der gelungene Start in den Schriftspracherwerb. Weinheim 2015, ISBN 3-407-62942-7.
- mit Susanne Fritsch und Werner Trömer: Kita von A bis Z. Weinheim 2016, ISBN 3-7799-3355-1.
- mit Susanne Fritsch: Inklusion: So geht das. die wichtigsten Handlungsfelder in der Praxis. Schwalbach am Taunus 2016, ISBN 3-95414-047-0.
- mit Britta Jung: Erstsprache, Zweitsprache, Fremdsprache. Eine Einführung. Weinheim 2016, ISBN 3-407-25731-7.